# Toundra et taïga alpines de Fennoscandie
Les toundra et taïga alpines de Fennoscandie forment une région écologique identifiée par le Fonds mondial pour la nature (WWF) comme faisant partie de la liste « Global 200 », c'est-à-dire considérée comme exceptionnelle au niveau biologique et prioritaire en matière de conservation. Elle regroupe deux écorégions terrestres situées en Fennoscandie :
- la toundra de la péninsule de Kola
- les forêts de bouleaux et prairies d'altitude scandinaves